# Eggeberg (Halle)
Eggeberg ist ein Ortsteil der Stadt Halle (Westf.) im Kreis Gütersloh, Nordrhein-Westfalen.

## Geschichte
Bis zur Franzosenzeit war Eggeberg eine Bauerschaft in der Vogtei Halle im Amt Ravensberg der Grafschaft Ravensberg.  Von 1807 bis 1810 gehörte Eggeberg zum Kanton Halle des Königreichs Westphalen und von 1811 bis 1813 zum Kanton Werther im französischen Département der oberen Ems. 1816 kam die Gemeinde Eggeberg zum Kreis Halle der preußischen Provinz Westfalen, in dem sie zum Amt Halle gehörte.
Am 1. Juli 1969 wurde die Gemeinde Eggeberg durch das Gesetz zur Neugliederung von Gemeinden des Landkreises Halle in die Kreisstadt Halle (Westf.) eingegliedert. Am 1. Januar 1973 wurde Eggeberg als Teil der Stadt Halle (Westf.) dem Kreis Gütersloh angeschlossen.

## Einwohnerentwicklung
Nachfolgend dargestellt ist die Einwohnerentwicklung von Eggeberg in der Zeit als selbständige Gemeinde im Kreis Halle (Westfalen).

Bevölkerungsentwicklung in Eggeberg
zwischen 1817 und 1965

| Jahr | Einwohner |
| ---- | --------- |
| 1799 | 310       |
| 1817 | 249       |
| 1900 | 239       |
| 1939 | 198       |
| 1946 | 313       |
| 1961 | 259       |
| 1965 | 245       |